# Bessie Brown
Bessie Brown (Cleveland (Ohio), 1895 - ?, 1955) (ook bekend als the original Bessie Brown) was een Amerikaanse blues- en jazzzangeres.
In de jaren twintig trad ze in meerdere revues op als zangeres en in een mannelijke impersonatie-act (drag) met nummers als Moonshine Revue, the Whirl of Joy en Dark-Town Frolics. In 1925 kwam haar eerste plaat bij Pathé uit, Them Has Been Blues. Tot 1929 zouden er nog meer volgen, op verschillende labels, waarbij ze werd begeleid door mannen uit de groepen van pianist Clarence Williams of Fletcher Henderson. Enkele namen: Williams, Henderson, Rex Stewart, Coleman Hawkins en Buster Bailey. De platen werden onder verschillende namen uitgebracht: Caroline Lee, Mandy Lee, Sadie Green en zelfs Rosa Henderson. Bessie Brown had een diepe stem en zong zoals Sophie Tucker. Ze moet niet worden verward met een andere Bessie Brown, een blueszangeres die duetten opnam met George Williams.
Begin jaren dertig trouwde Bessie Brown en stapte ze uit de muziekwereld. Ze kreeg drie kinderen. Bessie Brown stierf aan een hartaanval.

## Discografie
- Complete Recorded Works, Document

- Library of Congress Control Number: n2002066099
- MusicBrainz: c93d3c00-93f8-4245-a77e-2bfa1f49ae7b
- Virtual International Authority File: 46123941
- WorldCat: E39PCjqVB6TMQq87pHrDxW4dHC